# Melissa Auf der Maur
Melissa Gaboriau Auf der Maur (Montreal, 17 maart 1972) is een Canadees zangeres en bassiste. Ze speelde 5 jaar voor Hole en de Smashing Pumpkins voordat ze aan een solocarrière begon.

## Jeugd
Auf der Maur werd geboren in Montreal, uit een kortstondige relatie van moeder Linda Gaboriau, Montreals eerste vrouwelijke rock-dj, met vader Nick Auf der Maur, een in Montreal bekende journalist en politicus. Melissa woonde tot haar tweede met haar moeder in Kenia, maar ze vertrokken nadat Melissa voor de tweede keer malaria opliep. Melissa's vader wist niet van haar bestaan tot ze een paar jaar oud was, en haar moeder contact met hem opnam om hem te laten weten dat hij een dochter had. Ze deelde hem mee verder niets van hem te verwachten, maar dat ze ervan uitging dat hij wel zou willen weten dat hij een kind had. Hierop vroeg Nick Linda ten huwelijk en ze trouwden toen Melissa 3 was. Het huwelijk hield niet lang stand, maar de twee gingen als vrienden uit elkaar, en Melissa heeft te kennen gegeven dat ze nooit heeft geleden onder de scheiding.

## Vroege carrière
Toen Nick Melissa vroeg wat ze graag zou willen hebben voor haar 21ste verjaardag, vroeg ze hem om een basgitaar en versterker. Die kreeg ze, een Japanse Squier bas. Melissa vormde een band met toenmalige vriend Steve Durand, Tinker genaamd. Ze maakten aardig wat naam in Montreal. Toen Melissa begin jaren 90 naar een concert van de Smashing Pumpkins ging, kreeg een lid van de groep waarmee ze het concert bezocht ruzie met frontman Billy Corgan. Melissa's vriend vond de muziek niks en bovenal was hij het niet eens met het toenemende succes van de band. Hij gooide een bierflesje naar het hoofd van Billy, waarop deze het publiek indook en in gevecht raakte met de flessengooier. Melissa was dol op de Smashing Pumpkins en schaamde zich zodanig voor het gedrag van de jongen, dat ze Billy opzocht na het concert en haar excuses aanbood namens heel Montreal. Hierna vormde zich een vriendschap tussen de twee, en ze waren lange tijd penvrienden. Tinker stond in 1993 in het voorprogramma van de toen enorm populaire Smashing Pumpkins. Billy vond dat Melissa erg veel talent had, en toen hij eind 1994 hoorde dat Courtney Love een bassiste zocht om de overleden Hole bassiste Kristen Pfaff te vervangen, aarzelde hij geen moment en gaf haar Melissa's nummer.
Courtney belde, en was verrast om te horen dat Melissa geen interesse had. Melissa was blij in Montreal, had daar haar leven, vriend en band. Bovenal was ze geen groot fan van de muziek van Hole, het was een tikkie commercieel, en ook was Courtney Love aardig intimiderend. Courtney was geïntrigeerd door Melissa, en was vastberaden haar toch in te lijven. Na vele telefoongesprekken lukte het Courtney om Melissa zover te krijgen dat ze naar Seattle vloog om ten minste auditie te doen. Ze is er gebleven en 5 turbulente jaren bij Hole volgden. Melissa groeide uit tot een ietwat glamoreuze muzikante die op de voorpagina stond van glossybladen. Dit vond ze leuk, maar het was niet in essentie wat ze wilde doen met haar leven. Ook had ze weinig inhoudelijke en creatieve invloed bij Hole. Toen haar 5-jarig contract met Hole afliep, besloot Melissa te vertrekken om haar eigen muzikale pad te volgen. Onderdeel hiervan was een jaar met de band van de man die zo'n impact op haar leven had gehad, Smashing Pumpkins. Melissa tekende om de tourbassiste te zijn voor wat de laatste tour van de band zou zijn, nadat bassiste D'Arcy Wretzky was vertrokken.
Na Smashing Pumpkins volgden enkele 'rustige' jaren, waarin Melissa's werk merendeel bestond uit cameo's op albums van vrienden, en kleine projecten. Onder die projecten bevonden zich Hand of Doom, een Black Sabbath cover band waarin ze zong, en The Chelsea, met vriendinnen Paz Lenchantin (A Perfect Circle, Zwan), Samantha Maloney (Hole, Mötley Crüe), en Radio Sloan, die een paar liveoptredens in L.A. verzorgden. De band was vernoemd naar Melissa's woning, ze woonde destijds in het Chelsea Hotel, in New York. In The Chelsea speelde Melissa afwisselend gitaar en bas, en deelde de zang met Paz Lenchantin. Rond de 'The Chelsea' tijd begonnen geruchten te circuleren dat Melissa aan een soloalbum werkte. The Chelsea zou enkele nummers van het album te horen hebben gebracht. Uiteindelijk bleek dit ook zo te zijn, en werd officieel bekendgemaakt dat er een soloalbum aan zat te komen, wat begin 2004 verscheen onder de titel 'Auf der Maur'.

## Auf der Maur
De nummers op 'Auf der Maur' werden geschreven door Melissa in de tien jaar na haar vertrek uit Montreal, tijdens haar tijd bij Hole en Smashing Pumpkins. Ook bevatte het album een nummer dat stamde uit haar tijd met Tinker, 'Real, A Lie', en een nummer geschreven door Steve Durand, nadat Melissa had besloten te vertrekken om zich bij Hole aan te sluiten, 'Skin Receiver'. Melissa koos ervoor om geen band in te lijven om haar te helpen met het opnemen van het album. In plaats daarvan nodigde ze voor elke track andere vrienden uit om haar bij te staan. Onder deze vrienden bevinden zich James Iha, Eric Erlandson (Hole), John Stanier (Tomahawk), Nick Oliveri en Josh Homme (beiden Queens Of The Stone Age), Paz Lenchantin en Brant Bjork. Melissa zelf speelde basgitaar, gitaar, baritongitaar en toetsen op het album.
Melissa en haar live band (bestaande uit gitarist Steve Durand, gitariste Kim Pryor, drummer Julian Blais, tot begin 2004 gitarist Andrew Rodriguez, die vervangen werd door Josh Johnson), toerde vanaf eind 2003 tot begin 2005 non-stop. Ze toerden merendeel solo, maar speelden ook in het voorprogramma van The Offspring en A Perfect Circle, en maakten deel uit van het Curiosa Festival, georganiseerd door Robert Smith van The Cure. Ook toerden ze samen met Matthew Good en H.I.M.

## Out Of Our Minds
Na de 'Auf der Maur' tour verhuisde Melissa terug naar Montreal, besloot haar tijd te verdelen tussen Montreal, Cape Cod en New York, en begon aan het schrijven voor haar tweede album. Al snel werd bekend dat het album een combinatie zou zijn van een cd, een comic en een film. Echter raakte Melissa eind 2006 in problemen met haar platenlabel Capitol Records. Het label onderging een fusie met EMI, en Melissa zag haar album opgeborgen worden, met onduidelijkheid over of het ooit uitgebracht zou worden. Melissa besloot voor haar album te vechten en het lukte haar om haar contract met Capitol Records te laten ontbinden, met behoud van het album wat ze had opgenomen. Het album, de comic en de film, tezamen getiteld 'Out Of Our Minds', zullen worden uitgebracht via Melissa's eigen label, MAdM Music. Voorlopig staat de release gepland voor de herfst van 2009. Enkele tracktitels de op het album te verwachten zijn zijn: 'Out Of Our Minds', 'Lead Horse', 'Follow The Map, '1000 Years', en 'Meet Me on the Dark Side'.
Als voorbereiding op de release van 'Out Of Our Minds' bracht Melissa eind 2008 de ep '...This Would Be Paradise' uit, met daarop 2 tracks afkomstig van 'Out Of Our Minds', genaamd 'The Key' en 'Willing Enabler', en de ep's titeltrack '...This Would Be Paradise', een soundscape. De ep was alleen verkrijgbaar als download, en op 7"-singles, te koop tijdens haar shows of via haar webwinkel.
Begin november is de eerste single 'Out Of Our Minds' online gezet als download.
De film 'Out Of Our Minds', geregisseerd door Melissa's vriend, filmregisseur Tony Stone, werd vertoond op onder andere het Sundance film festival, en ook vooraf bij enkele van Melissa's shows, eind 2008/begin 2009.
Melissa woont momenteel in Hudson (New York), New York met Tony en hun twee katten.

## Discografie
- ...This Would Be Paradise, ep (MAdM, 2008)
- Les Jalouses Du Blues (Various Artists, 2008) Je L'sais Ben
- Act 2: Blood & the Life Eternal (Neverending White Lights, 2007) The World is Darker
- Traffic and Weather (Fountains of Wayne, 2007) Someone to Love
- Modern Currencies (Uncut, 2006)
- Without Feathers (The Stills, 2006)
- Auf der Maur (Auf der Maur, 2004)
- Rock 'n Roll (Ryan Adams, 2003)
- Mon Chi Chi (All Systems Go, 2003)
- The Fine Art Of Self Destruction (Jesse Malin, 2002)
- Hand Of Doom (Hand Of Doom, 2002)
- Paradize (Indochine, 2002) Le Grand Secret
- Poses (Rufus Wainwright, 2001)
- Blockbuster (Various Artists, 2001) Rock & Roll, Pt. 2
- Shanti Project 2 (Various Artists, 2000) Love is the Drug, Desire is Critical
- Scar (Rufus Wainwright, 1999), April Fools
- Capsule Living (Steve Durand, 1999), Beige Deluxe
- Alas (Idaho, 1998)
- Whoever (Cecil Seaskull, 1998)
- Celebrity Skin (Hole, 1998)
- Troublizing (Ric Ocasek, 1997)
- Fire Crasher (Constant Comment, 1997)
- Something To Remember Me By (Ben Lee, 1997), Grammercy Park Hotel
- A Bourgeois Kitten (Blinker The Star, 1996)
- Schoolhouse Rock Rocks! (Various Artists, 1996), My Hero Zero
- Realalie (Tinker, 1994)
- Green Machine (Tinker, 1994)